# Leroy Grumman
Leroy Randle "Roy" Grumman (4. siječnja 1895. – 4. listopada 1982.) bio je američki inženjer aeronautike, probni pilot i industrijalac. Godina 1929. bio je suosnivač tvrtke "Grumman Aeronautical Engineering Co.", koje je kasnije preimenovana u "Grumman Aerospace Corporation", a danas je dio korporacije Northrop Grumman.
Grumman je postao inženjer mehanike na sveučilištu Cornell 1916. Nakon ulaska SAD u prvi svjetski rat u lipnju 2017. pristupio je rezervama američke ratne mornarice te je dodijeljen na sveučilište Columbia na proučavanje motora brodova.
Grumman se prijavio za školu letenja, ali nije prošao liječnički pregled. Međutim zbog administrativne pogreške koju je on prešutio pozvan je na trening za pilote. Uspješno je završio primarnu školu letenja u Zračnoj bazi u Miamiju, a nakon toga i napredni letački trening u bazi Pensacola na Floridi u rujnu 1918.
Nakon odrađene jedne vojne ture, mornarica ga je uputila na "Massachusetts Institute of Technology" (MIT) kako bi učio novu disciplinu aeronautiku. Nakon naobrazbe promoviran je u poručnika te upućen u mornaričku bazu u Philadelphiji kao probni pilot.
Godine 1919. postavljen je u tvrtku "Loening Aeronautical Engineering Corporation" u New Yorku kao supervizor proizvodnje naručenih zrakoplova za mornaricu (52 modela Loening M-8). Tijekom boravka vlasnik tvrtke mu je ponudio posao te je Gurmman 1920. napustio vojnu službu.
U novoj tvrtki brzo je napredovao te je bio glavni upravitelj zadužen za dizajn zrakoplova. To radno mjesto zadržao je sve do 1929. kada je tvrtka prodana tvrtki "Keystone Aircraft" uoči početka "Velike depresije".
Kako nije bio sklon selidbi, Gurmman se pridružio svojim suradnicima Jakeu Swirbulu i Williamu Schwendleru te su osnovali vlastitu tvrtku, "Grumman Aeronautical Engineering Co". Koosnivačima su se brzo pridružili Ed Poor (poslovni menađer Grovera Loeninga), i E. Clinton Towl. Ova petorica ljudi bili su uži krug upravljanja tvrtkom sljedećih 50 godina. Tvrtka je nazvana po najvećem dioničaru i prvom predsjedniku.